# Ramón Mateo Lozano
Ramon Mateo Lozano (Monreal del Campo, 31 de agosto de 1783 - Zaragoza, 26 de marzo de 1840) fue un militar y docente español.

## Biografía
Originario de Monreal del Campo, pertenecía al linaje de Mateo, acomodada familia del valle del Jiloca. Fue licenciado y doctor en cánones por la Universidad de Zaragoza, donde estudió entre los años 1803 y 1807.
Participó en la Guerra de independencia en el tercio de voluntarios de Daroca. Se recuerda su participación en la acción de Murero y en la defensa de las fábricas de pólvora de Villafeliche. La unidad se sumó posteriormente al parte del Ejército Regular de Aragón de José de Palafox y la Academia de Ingenieros de Alcalá, trasladada a Zaragoza por Sangenís le otorgó el rango de subteniente de artillería en 1808.
Mateo Lozano participó igualmente en los Sitios de Zaragoza. Una de las cosas por la que es una persona reconocible hoy en día fue por su valentía en la defensa frente a los franceses en el convento de las Mónicas de Zaragoza. La posición resistió ocho asaltos franceses, siendo Mateo Lozano herido en la defensa. Gracias a esa hazaña de apodaron como el “Ingeniero de Santa Mónica”. Tras la derrota en el segundo sitio de la ciudad en 1809, Mateo Lozano fue capturado pero logró fugarse y unirse al ejército de Cataluña, combatiendo ese mismo en Bañolas durante un intento de auxilio a Gerona y participando en la defensa de Tortosa en 1810. Fue hecho prisionero tras la rendición de la plaza, quedando cautivo hasta 1814, cuando tras una fuga infructuosa logró en un segundo intento llegar a Países Bajos y embarcar hacia Reino Unido.
Terminó la guerra con rango de capitán. Al finalizar la guerra contrajo matrimonio con la navarra Ana Josefa Romeo y Antillón y de este matrimonio nacerá Josefa Mateo y Romeo quien se casará con Francisco Beltran y Monleón 
Ramón tuvo que mezclar su carrera militar con su carrera docente desde 1816 hasta 1822, cuando fue profesor de Matemáticas en la Real Sociedad Económica Aragonesa de Amigos del País. Se le conoce la autoría de un trabajo sobre la ciudadela de Jaca y de un dictamen sobre proyectos de navegabilidad en el río Ebro. Fue también socio de la Real Academia de Nobles y Bellas Artes de San Luis.
Durante la invasión de los Cien Mil Hijos de San Luis comandó la defensa de Monzón en nombre del régimen liberal, siendo encarcelado en Teruel con la victoria conservadora. Sus ideas liberales le granjearon igualmente una nota negativa en el expediente durante la subsiguiente purga conservadora del ejército. Consta entonces una licencia para atender a asuntos familiares y un destino en Cataluña.
Fue uno de los profesores iniciales del Real Colegio General Militar de Segovia en 1828 y autor de un tratado de topografía y de otro de geometría. En 1832 había vuelto a ser destinado en Aragón por el arma de ingenieros. Durante la primera guerra carlista combatió una vez más en el bando liberal, participando en la defensa de Alcañiz y Zaragoza y llegando a alcanzar el rango de brigadier.
Finalmente falleció en 1840 a causa de un accidente de carruaje. Fue posteriormente enterrado en su localidad natal.